# أسفل العريش (إب)

تعديل مصدري - تعديل

اسفل العريش محلة تابعة لقرية العريش، التابعة لعزلة شعب يافع بمديرية إب إحدى مديريات محافظة إب في الجمهورية اليمنية.، بلغ تعداد سكانها 138 حسب تعداد اليمن لعام 2004.